# Nicolas Sanson
Nicolas Sanson (Abbeville, 20 de dezembro de 1600 – Paris, 7 de julho de 1667) foi um historiador e cartógrafo francês. 

## Biografia
Sanson foi educado no colégio jesuíta de Amiens. Em 1627, com apenas dezoito anos, atraiu a atenção de Richelieu por causa de um mapa da Gália que ele havia projetado (ou pelo menos iniciado). Sanson deu aulas de geografia para Luís XIII e Luís XIV e quando Luís XIII, diz-se, veio à Abbeville, ele preferiu ser hóspede de Sanson (então empregado nas fortificações), em vez de ocupar os aposentos fornecidos pela cidade. Após essa visita, o rei o nomeou ministro de Estado.
Ativo desde 1627, Sanson publicou seu primeiro mapa de importância, Postes de France, em 1632 através do editor Melchior Tavernier. Depois de publicar vários atlas ele próprio tornou-se o sócio de Pierre Mariette, um editor de gravuras.
Em 1647, Sanson acusou o jesuíta Philippe Labbe de plagiá-lo em sua Pharus Galliae Antiquae; em 1648 ele perdeu seu filho mais velho, Nicolas, morto durante a Fronda.  Sanson morreu em Paris no dia 7 de julho de 1667. Seus dois filhos mais novos, Adrien (m. 1708) e Guillaume (m. 1703), sucederam-lhe como os geógrafos do rei.
Em 1692, Hubert Jaillot reuniu mapas de Sanson em um Atlas nouveau.

## Principais obras

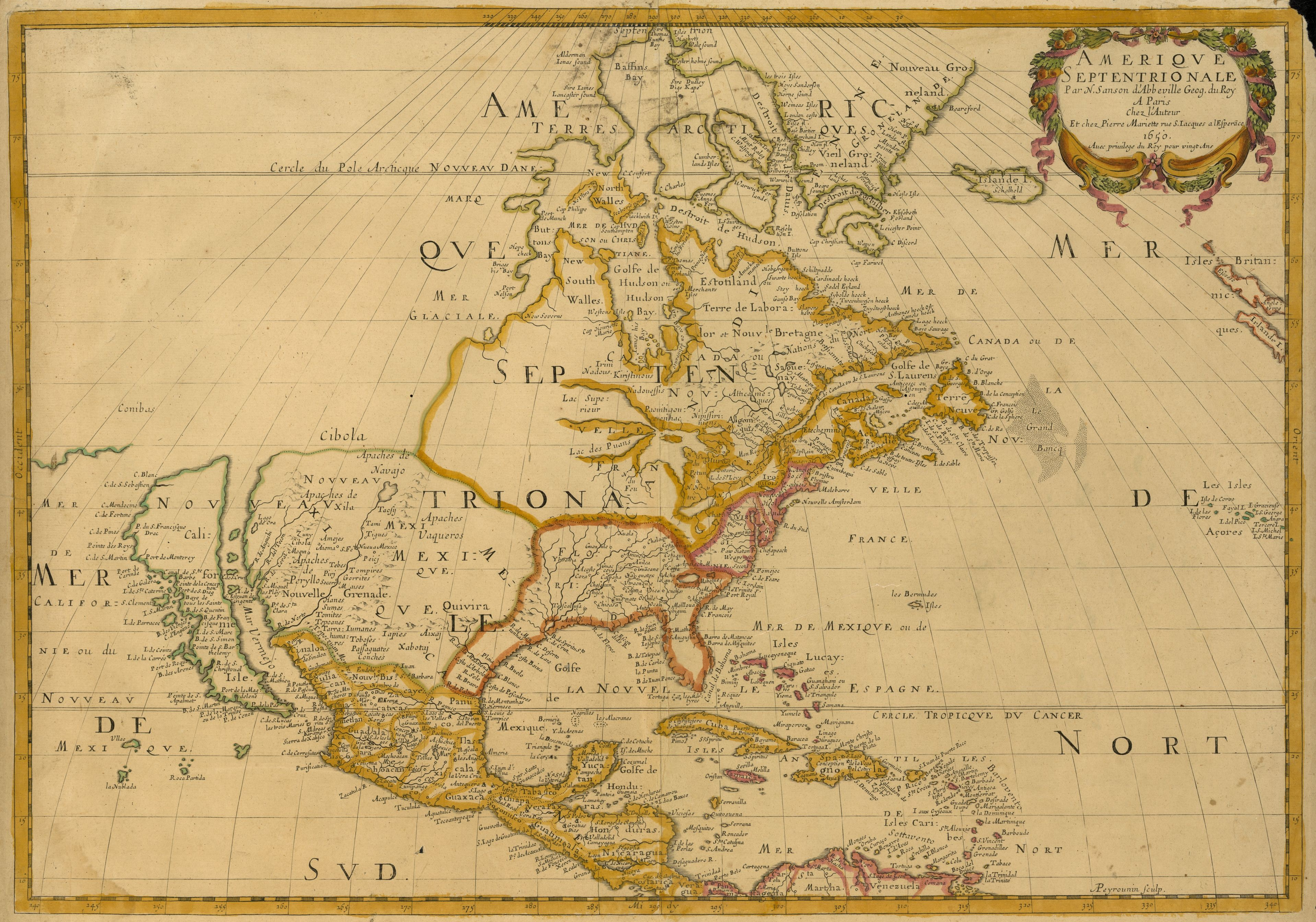
Sanson, Amerique Septentrionale, 1650/51

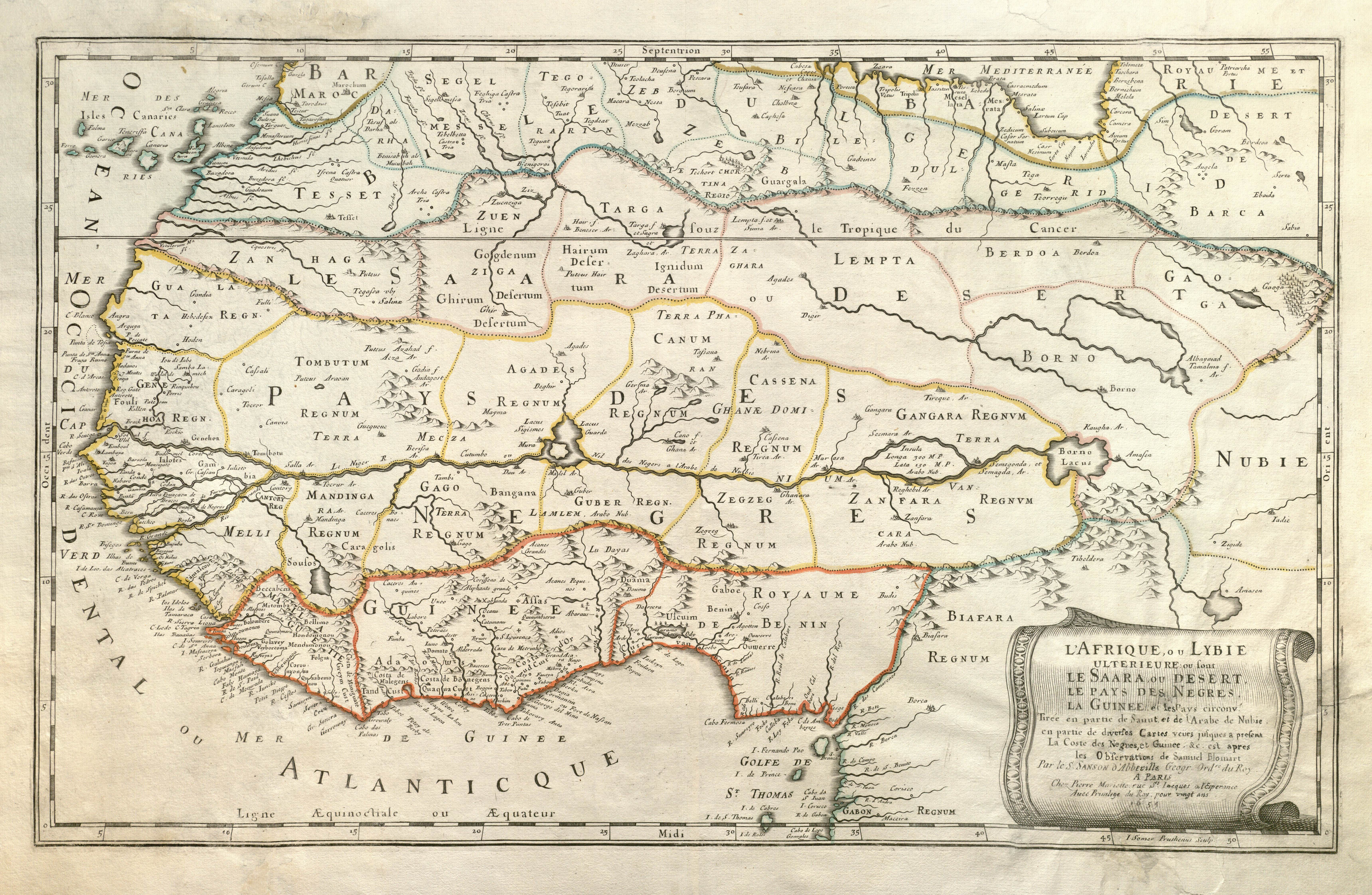
Sanson, l'Afrique, ou Lybie Ulterieure, 1655

- Galilee antiquae descriptio geographica (1627);
- Graeciae antiquae descriptio (1636);
- L'Empire romain (1637);
- Britannia, ou recherches de l'antiquité d'Abbeville (1638)
- La France (1644);
- Tables méthodiques pour les divisions des Gaules (1644);
- L'Angleterre, l'Espagne, l'Italie et l'Allemagne (1644);
- Le Cours du Rhin (1646);
- In Pharum Galliae antiquae Philippi L'Abbe disquisitiones (1647-1648);
- Remarques sur la carte de l'ancienne Gaule de César (1651);
- L'Asie (1652);
- Index geographicus (1653);
- Les Estats de la Couronne d'Arragon en Espagne (1653);
- Geographia sacra (1653);
- L'Afrique (1656)
- Sanson, Nicolas (1656), Le Canada ou Nouvelle France, &c., Paris: Chez Pierre Mariette, OCLC 32881783
- Sanson, Nicolas (1658), Cartes générales de toutes les parties du monde, Paris: P. Mariette, OCLC 11510414